# Château de la Cour Senlisse
Le château de la Cour Senlisse est une ancienne ferme fortifiée transformée au XVIIIe siècle, située à Senlisse, dans les Yvelines,,,.

## Historique
Le château actuel est construit aux XVe siècle / XVIe siècle, bien qu'un édifice pré-existant ait été mentionné dès 1399.  
Les façades et toitures, les deux tours isolées et les vestiges des douves sont inscrits aux Monuments historiques en 1977.

## Au cinéma
Le château apparaît au cinéma dans les films Monsieur des Lourdines (1943) et Le Tatoué (1968).